# Сметник, Анатолий Иванович
Анатолий Иванович Сметник (14 августа 1937 — 10 января 2004) — российский учёный в области карантина растений, член-корреспондент РАСХН (1997).

## Биография
Родился в Чернигове. Окончил Ужгородский государственный университет (1960).
- 1960—1966 энтомолог, директор лаборатории Закарпатской государственной инспекции по карантину растений,
- 1966—1970 начальник отдела развития и внедрения биологических и других нехимических средств защиты растений Главного управления защиты растений МСХ СССР.
- 1970—1974 главный специалист по карантину и защите растений МСХ СССР при Торгпредстве СССР в США.
- 1975—2003 директор ВНИИ карантина растений.

Научные интересы — охрана растительных ресурсов России от заноса и распространения карантинных организмов.
Доктор биологических наук (1990), член-корреспондент РАСХН (1997).
Награждён золотой и серебряной медалями ВДНХ (1983, 1986), Большой серебряной медалью МСХ Словакии (2001).
Опубликовал около 200 научных работ.
Публикации:
- Карантин растений в СССР / соавт.: Л. В. Воронкова и др. — М.: Агропромиздат, 1986. — 256 с.
- Применение феромонов для борьбы с карантинными вредителями растений / соавт.: Е. М. Шумаков, Е. М. Розинская. — М., 1986. — 49 с.
- Современное состояние и перспективы развития научных исследований по карантину растений в Российской Федерации // Вестн. защиты растений / ВИЗР. 1999. № 1. С. 56-61.
- Карантин растений в Российской Федерации / соавт.: А. С. Васютин и др.; Всерос. НИИ карантина растений. — М.: Колос, 2001. — 375 с.